# Pěčín
Pěčín är en ort i Tjeckien. Den ligger i den östra delen av landet, 140 km öster om huvudstaden Prag. Pěčín ligger 503 meter över havet och antalet invånare är 497.
Terrängen runt Pěčín är kuperad norrut, men söderut är den platt. Runt Pěčín är det ganska glesbefolkat, med 40 invånare per kvadratkilometer. Närmaste större samhälle är Rychnov nad Kněžnou, 10,7 km väster om Pěčín. Omgivningarna runt Pěčín är en mosaik av jordbruksmark och naturlig växtlighet.